# (12686) Bezuglyj
(12686) Bezuglyj est un astéroïde de la ceinture principale.

## Description
(12686) Bezuglyj est un astéroïde de la ceinture principale. Il fut découvert le 3 octobre 1986 à Naoutchnyï par Lioudmila Karatchkina. Il présente une orbite caractérisée par un demi-grand axe de 2,57 UA, une excentricité de 0,19 et une inclinaison de 13,9° par rapport à l'écliptique.

## Compléments